# Enneapterygius clarkae
Enneapterygius clarkae är en fiskart som beskrevs av Holleman 1982. Enneapterygius clarkae ingår i släktet Enneapterygius och familjen Tripterygiidae. Inga underarter finns listade i Catalogue of Life.